# Silhouettea insinuans
Silhouettea insinuans är en fiskart som beskrevs av Smith, 1959. Silhouettea insinuans ingår i släktet Silhouettea och familjen smörbultsfiskar. Inga underarter finns listade i Catalogue of Life.